# جبین، سوریه
جبین (به عربی: الجبین) یک روستا در سوریه است که در ناحیه کرناز واقع شده‌است. جبین ۳٬۴۸۸ نفر جمعیت دارد.